# Универзитет Браун
Универзитет Браун (енгл. Brown University) је приватни универзитет у САД. Налази се у Провиденсу, у савезној држави Роуд Ајланд и члан је Ајви лиге. Универзитет Браун је седма најстарија институција високог образовања у САД и спада у један од најпрестижнијих светских универзитета.
По оснивању, Браун је био први колеџ у Северној Америци који је прихватио студенте без обзира на њихову верску припадност. Његов универзитетски медицински програм је трећи по старости у Новој Енглеској, док је његов инжењерски програм најстарији у Ајви лиги. Овај универзитет је био једна од раних америчких институција које су додељивале докторите крајем 19. века. Његове магистарске и докторске студије су уведене 1887. Браун је 1969. године усвојио свој Отворени курикулум након периода студентског лобирања. Нови курикулум елиминисао је обавезне захтеве за дистрибуцијом „општег образовања“, учинио је студенте „архитектама њиховог сопственог програма“ и омогућио им да полажу било који курс за оцену задовољавајуће (позитивно) или неквалификовано (неуспешно) што не бива забележено на спољним транскриптима. Године 1971, Браунова координирана женска институција, Пемброке колеџ, у потпуности је спојена са универзитетом.
Пријем на овај универзитет је међу најселективнијим у Сједињеним Државама. Године 2021, универзитет је пријавио стопу прихватања од 5,4%.
Универзитет сачињавају Колеџ, Дипломска школа, Медицинска школа Алперт, Инжењерска школа, Школа за јавно здравље и Школа за струковне студије. Браунови међународни програми организују се путем Вотсоновог института за међународне и јавне послове, а универзитет је академски повезан са Поморском биолошком лабораторијом и Роуд Ајландском школом за дизајн. У сарадњи са Роуд Ајландском школом за дизајн, Броун нуди додипломске и постдипломске дуалне програме.
Браунов главни кампус налази се у четврти Колеџ Хил у Провиденсу на Роуд Ајланду. Универзитет је окружен федерално заштићеним архитектонским округом са густом концентрацијом зграда из колонијалне ере. Улица Бенефит, која пролази западним рубом кампуса, садржи једну од најбогатијих концентрација архитектуре 17. и 18. века у Сједињеним Државама.
Преам подацима из новембра 2019, осам добитника Нобелове награде повезано је са Брауном као алумни, наставно особље или истраживачи, као и седам добитника Националне хуманистичке медаље и десет лауреата за Националну медаљу за науку. Међу осталим истакнутим бившим студентима су 26 добитника Пулицерове награде, 17 милијардера, један врховни судија САД, четири америчка државна секретара, 99 чланова Конгреса Сједињених Држава, 57 Родсових стипендиста, 52 Гејтсових Кембриџ стипендиста, 50 Маршалових стипендиста, и 15 Макартур Џинијус сарадника.